# 밀월 FC
밀월 FC(Millwall Football Club)는 잉글랜드 런던을 연고로 하는 축구 클럽이다. 1885년 창단 되었으며 현재 EFL 챔피언십에 참가 중이다.

## 선수 명단

### 현역
참고: FIFA 자격 규정에 따라 소속된 국가대표팀 국기를 표시합니다. 선수는 복수의 FIFA 비회원국 국적을 가지고 있을 수 있습니다.
| 번호 | 포지션 | 국적 | 이름 |
| ---- | ------ | ---- | ---- |

| 번호 | 포지션 | 국적     | 이름            |
| ---- | ------ | -------- | --------------- |
| 24   | MF     |          | 카스페르 더노르 |
| 45   | DF     | 자메이카 | 웨스 하딩       |

## 역대 감독
| 감독            | 임기      |
| --------------- | --------- |
| 믹 매카시       | 1992~1996 |
| 마크 맥기       | 2003      |
| 데니스 와이즈   | 2003~2005 |
| 이안 홀로웨이   | 2014~2015 |
| 게리 로웻       | 2019~2023 |
| 조지프 에드워즈 | 2023~2024 |
| 닐 해리스       | 2024~     |